# Бойня в университете Таммасат
Бойня в Таммасатском университете (тайск. เหตุการณ์ 6 ตุลา, События 6 октября; англ. Thammasat University massacre, Резня в Таммасатском университете) — кровопролитие 6 октября 1976 года в столице Таиланда Бангкоке, результат нападения ультраправых боевиков и полиции на левых студентов в кампусе Таммасатского университета. Привела к гибели 46 человек (по другим данным — до 100 человек). «Таммасатская резня» спровоцировала государственный переворот и установление в Таиланде правоавторитарного режима. Сторонники властей считали, что в более широком контексте эти события остановили процесс распространения коммунизма (реального социализма) в Индокитае.

## Исторический фон
В январе 1973 года были заключены Парижские соглашения о выводе американских войск из Вьетнама. Победа коммунистов в Индокитайской войне стала вопросом времени.
17 апреля 1975 «красные кхмеры» вступили в Пномпень. 30 апреля 1975 пал Сайгон. 2 декабря 1975 отрёкся от престола король Лаоса. Во всех странах восточного Индокитая установились коммунистические режимы. Во Вьетнаме произошла вспышка массовых репрессий, в Лаосе — масштабных преследований, в Камбодже начался геноцид.
Эти события не могли не отразиться на соседнем Таиланде. В октябре 1973 года студенческие выступления против авторитарного правительства вылились в массовые протесты и привели к отставке премьер-министра Танома Киттикачона. Таким образом была прервана череда правых военных диктатур, управлявших Таиландом с 1950-х годов. В стране утвердилась многопартийная парламентская система. Король Пхумипон Адульядет Рама IX поддержал демократические реформы.
Первоначально в политической жизни доминировали либерально-демократические силы и умеренные сторонники парламентарной монархии. Эти тенденции олицетворяли демократические премьеры братья Прамот — Кыкрит и Сени. Однако стремительно нарастали леворадикальные влияния. Радикально-маоистская Коммунистическая партия Таиланда, продолжая вооружённую борьбу в труднодоступных районах, фактически вышла из подполья. Под влияние коммунистов попал ряд профсоюзов, крестьянских организаций («прогрессивная федерация фермеров») и в особенности студенческое движение. Ход событий во Вьетнаме, Лаосе и Камбодже, активизация связей между Таиландом и СССР, нормализация отношений с КНР создавали благоприятную для коммунистов и леворадикалов внешнеполитическую обстановку.
Усиление КПТ и левого движения вызывало отпор консервативной части общества. Правые политические силы консолидировались вокруг Тайской национальной партии, ориентированной на армейское командование (генералитет подвергался ожесточённым нападкам слева за «реакционность» и эксцессы прежних режимов). При содействии «отдела внутренней безопасности» таиландской армии формировались массовые антикоммунистические движения — ультрамонархическая «Девятая сила», праворадикальные «Красные гауры», консервативные «Тигры деревни». В военном руководстве усиливались сторонники переворота и жёсткого наведения порядка. Сходные настроения характеризовали таиландскую элиту и королевский двор.
Консерватизм и антикоммунизм имели широкую массовую базу в лице зажиточных крестьян, торговцев, мелких предпринимателей, военнослужащих, люмпенских и окололюмпенских слоёв. Мелкая буржуазия города и деревни готова была защищать собственность и традиционный монархический порядок. Военные стремились к восстановлению своего прежнего статуса и престижа. Люмпены и полулюмпены (уголовники, безработные, отчисленные студенты) не желали попасть под пресс коммунистической тоталитарной дисциплины. Сильным стимулом правых настроений являлось почти всеобщее для Таиланда почитание монархии, лично короля и членов его семьи. Ширилась ностальгия по временам Сарита Танарата и «Трёх тиранов» (так прежде называли фельдмаршала Танома Киттикачона-старшего, фельдмаршала Прапата Чарусатьена и полковника Наронга Киттикачона-младшего).

## Кризис обостряется
В конце 1974 года был организован тайный приезд в Таиланд экс-премьера фельдмаршала Танома Киттикачона. Вскоре он снова отбыл за границу. Публичное объявление о пребывании в стране ненавистного левым Киттикачона означало бы открытый политический конфликт общенационального масштаба. На тот момент правые силы не были к этому готовы.
С весны 1975 года, после падения Сайгона, широко распространилось предположение, что следующий коммунистический режим будет установлен в Таиланде. Правые лидеры призывали к сопротивлению. Харизматичный буддийский монах Киттивудхо Бхикху открыто пропагандировал убийства коммунистов. Демонстрации «Девятой силы» апеллировали к военным. В августе 1975 года произошло крупное столкновение студентов Таммасатского университета с полицией («репетиция бойни»). Лишь лояльность братьям Прамот группы либеральных генералов — Бунчая Бамрунпонга, Крита Сивары — позволила избежать военного путча.
Положение в Таиланде осложнил мировой экономический кризис 1974—1975 годов. Падение уровня жизни спровоцировало профсоюзную забастовочную кампанию. Коммунисты и леворадикалы включились в движение, придав ему политическую направленность. В январе 1976 разразился парламентский кризис. Одновременно повышение цен на рис, спровоцировало новую забастовочную волну. Правительство Кыкрита Прамота пошло на значительные уступки профсоюзам. Бюджетные субсидии крупным (по таиландским меркам) предприятиям и образовательным учреждениям возмущали мелких бизнесменов, составлявших базу консервативных сил. В Бангкоке произошли столкновения между участниками леворадикалами и ультраправыми. В феврале 1976 от гранаты, брошенной «красным гауром», погибли четверо участников студенческой демонстрации.
Генерал Бунчай потребовал от премьера Прамота назначения досрочных выборов. Возникла перспектива левой правительственной коалиции с участием КПТ. Недавний опыт Лаоса недвусмысленно свидетельствовал: такие комбинации ведут к быстрому отречению монарха и монополизации власти в руках коммунистов. Братьев Прамот начали сравнивать с Керенским 1917 года.
Предвыборная кампания 1976 года сопровождалась кровопролитными уличными столкновениями. Погибли около 30 человек. Демократическая партия Сени Прамота — несколько более правая по сравнению с Партией социального действия Кыкрита Прамота — получила наибольшее число голосов. Заместителем премьер-министра стал лидер правоконсервативной Национальной партии Праман Адирексан. Леворадикалы заметно утратили влияние. Общество искало стабильности. Ситуация очевидным образом менялась в пользу правых сил.
Министром обороны Сени Прамот назначил генерала Криса. Тот, однако, скоропостижно скончался от сердечного приступа. Его преемник Тавит Сенивонг принадлежал к правой группе генералитета. В августе 1976 года Тавит организовал кратковременный визит в Таиланд фельдмаршала Чарусатьена, бывшего заместителя Киттикачона. Эта акция являлась откровенной пробой сил. Премьер Прамот отстранил Тавита от должности. Был отправлен в отставку также заместитель министра внутренних дел Самак Сунтхаравет — один из самых ярких правых лидеров, отличавшийся особой жёсткостью, цинизмом и склонностью к «чёрному юмору». Новым министром обороны стал адмирал Сангад Чалорью.

## Прибытие Киттикачона. Протесты. «Оскорбление высочества»
Королева Таиланда Сирикит поручила Сунтхаравету посетить в Сингапуре Танома Киттикачона. Сунтхаравет передал Киттикачону официальное приглашение королевской семьи посетить Таиланд. 19 сентября 1976 года экс-премьер прибыл в страну. Он отрицал политический характер своего визита. Киттикачон выразил намерение остаться в Таиланде и принять монашество. Церемония посвящения проходила в храме при королевском дворце, охрану осуществляли «Красные гауры». Киттикачона посетил король.
Таном Киттикачон являлся знаковой фигурой. Публично объявленное возвращение знаменовало переход правых сил в открытое контрнаступление. Сени Прамот подал заявление об отставке, отклонённое, однако, парламентом. Студенты Таммасатского университета начали кампанию демонстраций и митингов протеста под ультралевыми лозунгами. Профсоюзы ультимативно потребовали изгнания Киттикачона под угрозой всеобщей забастовки.
В кампусе Таммасатского университета шёл бессрочный митинг. 5 октября 1976 года в бангкокских газетах появились публикации о якобы осуществлённой студентами постановке — непочтительном изображении наследного принца Вачиралонгкорна. Инцидент не прояснён по сей день: студенты и левые активисты утверждают, что речь шла о протесте против убийства полицией двух профсоюзных активистов. Однако по столице быстро разошёлся слух об оскорблении королевской семьи. Это вызвало всплеск ярости горожан.
Армейская радиостанция призвала мстить студентам и уничтожать коммунистов. Эти призывы распространяли в массах агитаторы «Девятой силы». Боевики «Красных гауров» и «Тигров деревни» двинулись к Таммасатскому университету. К вечеру 5 октября к воротам университета стянулись до 4 тысяч ультраправых.

## Резня и переворот
Рано утром 6 октября правый вице-премьер Праман Адирексан выступил на заседании правительства и потребовал покончить со студенческим движением. Ультраправые боевики начали обстрел университетского кампуса. Студенты, по некоторым данным, со своей стороны ответили огнём, но гораздо менее интенсивным.
Через два часа полицейские патрули блокировали Таммасатский университет. Спустя ещё четыре часа главные ворота были снесены самосвалом. Боевики и полицейские прорвались на университетскую территорию.
Студенты были готовы сдаться, однако «Красные гауры» начали физическую расправу. Их поддержали «Тигры деревни», возмущённые оскорблением принца. С санкции командующего полицейскими формированиями столицы генерала Чумпхона Лохачалы полиция выступила совместно с ультраправыми. Армейскую поддержку обеспечил генерал Судсай Хасадин из «отдела внутренней безопасности» (инициатор создания «Красных гауров»). Студентов расстреливали, вешали, забивали насмерть. Некоторые пытались бежать через реку Чаопрайя, но по ним открыли огонь патрульные катера. Расправа продолжалась несколько часов. По словам старожилов, Бангкок не помнил подобной жестокости.
По официальным данным, были убиты 46 человек, ранены 167. Студенческие, правозащитные и благотворительные организации говорят о более чем 100 погибших.
Вечером 6 октября лидеры ультраправых организаций провели совещание в помещении одного из ночных клубов. Многочисленная демонстрация «Красных гауров», «Девятой силы» и «Тигров деревни» при поддержке полиции двинулась к резиденции правительства. Под угрозой насилия Сени Прамот заявил о своей отставке. Полчаса спустя адмирал Сангад Чалорью выступил с обращением к нации. Было объявлено о создании «Национального военного совета реформы государства», который принял на себя верховную власть от имени и по поручению короля.
8 октября хунта назначила правительство во главе с крайне правым монархистом Танином Краивичьеном, руководителем «Девятой силы». Пост министра внутренних дел получил Самак Сунтхаравет. 10 октября наследный принц вручил награды активным участникам таммасатской резни.

## Новый режим. Политические последствия
Жестокость расправы со студентами шокировала многих, но большинство таиландского общества поддержало переворот. Причина состояла не только в широко распространённых антикоммунистических настроениях. После возвращения Киттикачона и начала левых протестов страна жила в тревожном предчувствии гражданской войны. Военная хунта была принята как гарант стабильности. Большую роль сыграло и одобрение переворота со стороны короля.
В последующие дни были арестованы тысячи левых активистов. Членство в компартии приравнивалось к государственной измене и наказывалось смертной казнью. В госаппарате и системе образования прошла радикальная чистка. Была введена жёсткая цензура. «Послетаммасатский» режим считается самым правым и самым репрессивным в истории Таиланда.
Загнанные в подполье левые резко радикализировались. Около 800 студентов сумели перебраться на север и присоединились к партизанским формированиям КПТ. Вооружённые силы Таиланда провели комплекс рейдов против коммунистических партизан. Апогей боёв пришёлся на начало 1977 года. Затем обстановка постепенно была взята властями под контроль. Этому способствовало снижение китайской поддержки КПТ по мере сближения между Пекином и Бангкоком.
20 октября 1977 года хунта Чалорью отстранила правительство Краивичьена. Новым премьером был назначен генерал Криангсак Чаманан. Режим заметно смягчился. Правительство пообещало ускорить возвращение к демократическим порядкам. Поскольку  коммунистическая угроза была в основном снята, это представлялось возможным. В 1980—1988 годах правительство генерала Према Тинсуланона провело комплекс экономико-технократических реформ, способствовавших динамичному социально-экономическому развитию Таиланда. Договорённости с Китаем, политическая амнистия и успешные спецоперации фактически покончили с коммунистическим повстанчеством на севере страны.

## Память о трагедии

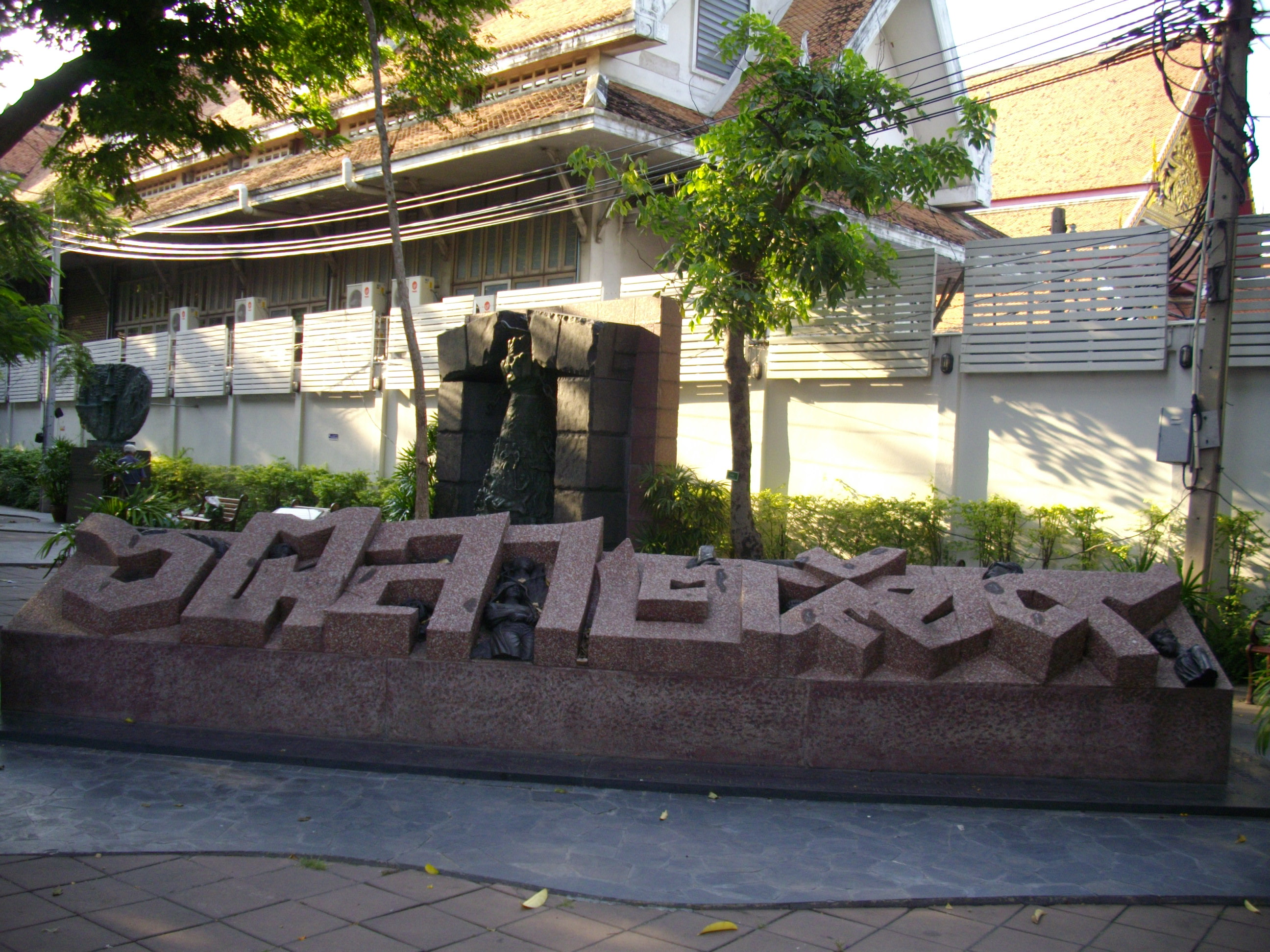
Мемориал в Таммасатском университете

Резня в Таммасатском университете не является в Таиланде предметом широкой публичной дискуссии. Чрезмерная жестокость молчаливо признаётся. Но в принципе октябрьские события 1976 года считаются необходимой мерой предотвращения коммунизации страны в опасный исторический момент. Это отношение напоминает индонезийские оценки событий 1965—1966 и в меньшей степени — чилийские 1973.
Никто из организаторов и боевиков не привлекался к ответственности. Адмирал Чалорью, генералы Хасадин и Лохачала, Самак Сундаравет, другие военные и полицейские, гражданские крайне правые активисты занимали впоследствии видные государственные посты. Офицер внутренней безопасности таиландской армии Чалермчай Матчаклам, активист «Красных гауров», в 2001 году был арестован и осуждён за убийство, но помилован королём и досрочно освобождён в 2015. В 2016 году он был снова арестован за продолжение криминальной деятельности. Однако участие в Таммасатской резне не только не ставилось Чалермчаю Матчакламу в вину, но и послужило поводом для королевского помилования.
В официальных отзывах говорится об экстремистском характере студенческих протестов и насилии с их стороны. Иногда события 6 октября 1976 квалифицируются как столкновение левых и правых радикалов, характерное для периода внутриполитической нестабильности 1973—1976 годов.
В феврале 2008 года Самак Сунтхаравет  — ставший к тому времени премьер-министром Таиланда — вновь оправдывал силовую акцию в Таммасатском университете. Он также преуменьшал количество жертв резни, утверждая, будто погиб «только один» студент.
Представители левых сил, бывшие студенты требуют осудить расправу и её участников. В 1996 году, к 20-летию событий, на территории кампуса был установлен мемориал. Однако эти призывы (в отличие от стран Латинской Америки) никак не претворяются в реальность.